# سون نیکویست
سون نیکویست (به سوئدی: Sven Vilhem Nykvist) فیلمبردار برجسته سینمای جهان اهل سوئد بود که بیشتر به‌خاطر همکاری‌هایش با اینگمار برگمان شناخته می‌شود. بسیاری از کارشناسان او را یکی از برترین فیلمبرداران تاریخ سینما می‌دانند. نیکویست در سن ۸۳ سالگی به علت بیماری مغزی در گذشت. 

## فیلم‌شناسی
- خاک اره و پولک (۱۹۵۳)
- همچون در یک آینه (۱۹۶۱)
- سکوت (۱۹۶۳)
- نور زمستانی (۱۹۶۳)
- پرسونا (۱۹۶۶)
- شرم (۱۹۶۸)
- تماس (۱۹۷۱)
- فریادها و نجواها (۱۹۷۳)
- صحنه یک ازدواج (۱۹۷۳)
- تخم مار (۱۹۷۷)
- سونات پاییزی (۱۹۷۸)
- فانی و الکساندر (۱۹۸۲)
- قربانی (۱۹۸۶)
- سبکی تحمل‌ناپذیر هستی (۱۹۸۸)
- جرم‌ها و بزه‌کاری‌ها (۱۹۸۹)
- گاو نر (۱۹۹۱)
- چاپلین (۱۹۹۲)
- چه چیزی گیلبرت گریپ را آزار می‌دهد (۱۹۹۳)
- شهرت (۱۹۹۸)